# Paolo Maffei

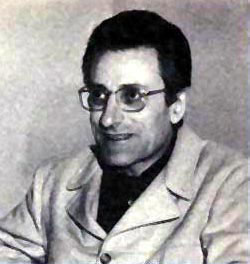
Paolo Maffei

Paolo Maffei (* 2. Januar 1926 in Arezzo; † 1. März 2009) war ein italienischer Astronom.

## Kurzbiografie
Maffei absolvierte sein Studium in Florenz. Anschließend arbeitete er als Astronom an Sternwarten in Arcetri, Asiago, Bologna und Hamburg. Später wurde er Leiter der Sternwarte Catania.
Maffei arbeitete an Kometen, Veränderlichen Sternen, der Entwicklung des Universums und der Geschichte der Astronomie. Er war einer der Pioniere der Infrarotastronomie. 1968 entdeckte er bei Beobachtungen im nahen Infrarotbereich die elliptische Riesengalaxie Maffei 1 und die Balkenspiralgalaxie Maffei 2, die größten Mitglieder der Maffei-Gruppe.
Er wurde durch mehrere Publikationen, unter anderem auch über den Halleyschen Kometen, bekannt.
Der Asteroid (18426) Maffei wurde im Jahre 2002 nach ihm benannt.